# 沃伦·本尼斯
沃伦·加马列尔·本尼斯（英語：Warren Gamaliel Bennis，1925年3月8日—2014年7月31日），是麻省理工学院博士，美国组织发展理论的大师，让领导学成为了一门学科，为领导学建立学术规则。

## 作品
- 《领导者》（2008年）
- 《成为领导者》（2016年）
- 《七个天才团队的故事》（2008年）
- 《重塑领导力》（2008年）
- 《决断 : 成功的领导者怎样做出伟大的决断》（2008年）
- 《领导的轨迹》（2008年）